# 8 Dywizja Piechoty Armii Krajowej
8 Dywizja Piechoty AK im. Romualda Traugutta (8 DP AK) – wielka jednostka piechoty Armii Krajowej, walcząca od 20 września do 30 września na Żoliborzu

## Historia
8 Dywizja Piechoty AK zorganizowana została w czasie powstania warszawskiego z oddziałów powstańczych walczących w ramach Obwodu II Żoliborz. Dywizja została utworzona rozkazem Komendanta Armii Krajowej L.dz.7/III z 20 września 1944, oraz rozkazem organizacyjnym nr 32 Komendanta Okręgu Warszawskiego z 21 września 1944; Stanowiła jedną z trzech dywizji stanowiących Warszawski Korpus AK. Pełniącym obowiązki dowódcy mianowano ppłk. Mieczysława Niedzielskiego „Boruta”. Zastępcą dowódcy dywizji i szefem sztabu był mjr Andrzej Janczak „Roman”.
W rozkazie dowódcy AK wskazano, iż 8 dywizja będzie „zorganizowana z oddziałów na Żoliborzu i w Puszczy Kampinoskiej”. Natomiast w rozkazie Dowódcy Warszawskiego Okręgu AK polecono zorganizować pułki „13, 21, 32 i 8 pułk artylerii”.

## Struktura organizacyjna
Według ustaleń autorów londyńskiej publikacji „Polskie Siły Zbrojne w II wojnie światowej” z 1950, w skład 8 Dywizji Piechoty AK weszły:
- 13 pułk piechoty (trzy zorganizowane bataliony) z oddziałów Puszczy Kampinoskiej;
- 32 pułk piechoty (dwa zorganizowane bataliony, jeden niezorganizowany) z oddziałów Obwodu Żoliborz;
- 21 pułk piechoty (dwa zorganizowane bataliony, jeden niezorganizowany) z oddziałów Obwodu Żoliborz[4];

Według ustaleń Stanisława Podlewskiego, w książce „Rapsodia Żoliborska” z 1957, w skład dywizji wchodziły: 21 pułk piechoty dowodzony przez kpt. Mariana Kamińskiego „Żaglowiec”. 32 pułk piechoty stanowiły zgrupowania „Żubr”, „Żyrafa” i „Żbik”, dowodzony przez mjr Władysława Jeleń-Nowakowskiego „Żubr”, zaś 13 pułk piechoty stanowiły oddziały z Puszczy Kampinoskiej dowodzony przez mjr Romana Trzaska-Kotowskiego „Okoń”. Te ustalenia powtarzane były w kolejnych publikacjach łącznie z Wielką Ilustrowaną Encyklopedią Powstania Warszawskiego z 2005.
Dopiero według ustaleń dr Grzegorza Jasińskiego z 2008, ustalono faktyczny skład dywizji. Według tych ustaleń „Żywiciel” nie mogąc utrzymać stałej łączności z oddziałami z Kampinosu, podjął decyzję o nakazanej reorganizacji wyłącznie w oparciu o oddziały żoliborskie:
W skład 8 DP AK weszły:
- 13 pułk piechoty AK – dowódca kpt. Witold Plechawski „Sławomir”;
  - Zgrupowanie „Żbik”
- 21 pułk piechoty AK „Dzieci Warszawy” – dowódca kpt. Marian Kamiński „Żaglowiec”
  - Zgrupowanie „Żaglowiec” i Zgrupowanie „Żaba”;
- 32 pułk piechoty AK – dowódca kpt. Władysław Nowakowski „Żubr”;
  - Zgrupowanie „Żubr” oraz plutony 225, 244 i 257 ze Zgrupowania „Żmija”;
- 8 pułk artylerii lekkiej AK – dowódca mjr Kazimierz Nowacki „Żyrafa”;
  - Zgrupowanie „Żyrafa”
- Zgrupowanie „Żniwiarz” – dowódca kpt. Mieczysław Morawski „Żniwiarz”. Oddział w dyspozycji dowódcy dywizji.

8 Dywizja w oddziałach liniowych liczyła: 118 oficerów, 175 podchorążych, 344 podoficerów i 1095 żołnierzy. W Wojskowej Służbie Kobiet – 320 kobiet (bez personelu szpitali). Ponadto w szpitalach znajdowało się 674 rannych, z czego połowa w stanie ciężkim